# Walton (Chesterfield)
Walton – dzielnica miasta Chesterfield w Anglii, w Derbyshire, w dystrykcie Chesterfield. W 2011 roku dzielnica liczyła 5668 mieszkańców. Walton jest wspomniana w Domesday Book (1086) jako Waletune.